# Janvier 1951
Cette page présente les faits marquants du mois de janvier 1951.

## Évènements
- La restauration des contrôles gouvernementaux permet d’enrayer l’inflation aux États-Unis.

- 1er janvier : constitution de la Jordanie[1].

- 3 janvier : 
  - Premier vol du Morane-Saulnier MS.703 Pétrel.
  - Premier vol du triplace Brochet MB-100.

- 4 janvier : l’Américaine Mrs Caro Bayley, sur Piper Super Cub PA-18, poids de 506,8 kg, établit un record d’altitude de 9 206 m (sous-classe C1b)

- 5 - 25 janvier (Maroc)  : crise entre le sultan Mohammed V ben Youssef et le général Juin.

- 10 janvier : pour la première fois, un jet vole de ville à ville aux États-Unis. Piloté par Roger et C. Slipper, l'Avro Canada Jetliner vole de Toronto à Chicago, puis à New York. Ce dernier trajet est accompli en 1 h 42 min.

- 13 - 17 janvier (guerre d'Indochine) : bataille de Vinh Yen. Offensive française victorieuse sous le commandement du général Jean de Lattre de Tassigny.

- 16 janvier : six bombardiers Convair B-36 effectuent une traversée de l’Atlantique en formation. Ce sont les premiers exemplaires venus en Europe.

- 17 janvier :
  - guerre de Corée : les communistes s'emparent de Séoul.
  - Un Convair RB-36D réalise un vol de 51 heures et 20 minutes sans escale et sans ravitaillement en vol

- 18 janvier : les Françaises Mme Choisnet-Gohard, pilote, et  J. Queyrel, passagère, sur planeur Castel-Mauboussin CM n° 02, établissent un record féminin de gain d’altitude de 6 072 m. Par la même occasion, elles battent le record absolu d’altitude féminin avec 7 042 m.

- 20 janvier : la Française Yvonne Gaudry, sur planeur Nord 2000-12, établit un record féminin de gain d’altitude de 7 746 m, un record féminin d’altitude absolue de 8 334 m (en même temps que le record masculin).

- 21 janvier, guerre de Corée : début de la contre-offensive de l'ONU contre les Chinois en Corée (VIIIe armée américaine).

- 25 janvier :
  - guerre de Corée : avancée maximale des troupes chinoises en Corée du Sud.
  - Premier vol du McDonnell Douglas F4D.

- 26 janvier (États-Unis) : le sénateur Joseph McCarthy est nommé président de la commission sénatoriale d’enquête sur les activités anti-américaines dont il se sert comme d’une tribune pour sa propagande. Il fait régner sur la bureaucratie un intolérable climat de terreur et de délation. L’Administration accepte des critères extraordinairement sévères pour la définition des « risques de sécurité » (Avril). Elle jette le doute sur elle-même en se voyant obligé de renvoyer des employés auparavant blanchis.

- 29 janvier : la Task Force 77 entame une série d’attaques aériennes contre le trafic de chemin de fer et les ponts routiers le long de la côte est de la Corée du Nord.

- 31 janvier : l'Américain Charles Blair réalise un vol entre New York et Londres en 7 heures et 48 minutes à bord d'un P-51 en volant à haute altitude où il bénéficie d'un courant aérien rapide.

## Naissances
- 1er janvier : Rasim Musabayov, politologue et homme politique azerbaïdjanais.
- 3 janvier : 
  - Claude Bachand, homme politique.
  - Frank Chikane, personnalité politique sud-africain.
- 4 janvier : Yasmin Ratansi, femme politique.
- 7 janvier : Talgat Musabayev, cosmonaute soviétique, puis kazakhe († 4 août 2025).
- 9 janvier : 
  - Michel Barnier, ancien premier ministre et homme politique français.
  - Toke Talagi, premier ministre de Niue († 15 juillet 2020).
- 10 janvier : Peer Maas, coureur cycliste néerlandais.
- 12 janvier : Kirstie Alley, actrice, productrice et scénariste américaine († 5 décembre 2022).
- 13 janvier : 
  - Bernard Loiseau, chef cuisinier français († 24 février 2003).
  - Rush Limbaugh, animateur de radio américain († 17 février 2021).
- 14 janvier :
  - Jean-Luc Brunin, évêque catholique français, évêque d'Ajaccio.
  - Pascal Roland, évêque catholique français, évêque de Moulins.
- 17 janvier : 
  - Damien Alary, homme politique français.
  - Carol Marguerite Anderson, chorégraphe.
- 21 janvier : 
  - W. Yvon Dumont, homme politique de Manitoba.
  - Eric Holder, homme politique américain.
- 25 janvier : Hans-Jürgen Dörner, footballeur allemand († 19 janvier 2022).
- 28 janvier : 
  - Leonid K. Kadenyuk, spationaute ukrainien († 31 janvier 2018).
  - Bernard Guetta, journaliste et homme politique français.
- 30 janvier : Phil Collins, batteur britannique.

## Décès
- 5 janvier : Andreï Platonov, écrivain russe (° 1er septembre 1899).
- 7 janvier :
  - Lucien Cuénot, biologiste et généticien français (° 21 octobre 1866).
  - René Guénon, métaphysicien (° 15 novembre 1886).
- 10 janvier : Sinclair Lewis, écrivain américain (° 7 février 1885).
- 12 janvier : Henry Chavigny de Lachevrotière, journaliste et homme politique franco-vietnamien (° 11 septembre 1883)
- 13 janvier : Francesco Marchetti-Selvaggiani, cardinal italien. (° 1er octobre 1871)
- 14 janvier : Maxence Van Der Meersch, écrivain français.
- 30 janvier : Ferdinand Porsche, ingénieur allemand, créateur de la Porsche et de la Volkswagen (° 3 septembre 1875).